# Extinction fonctionnelle

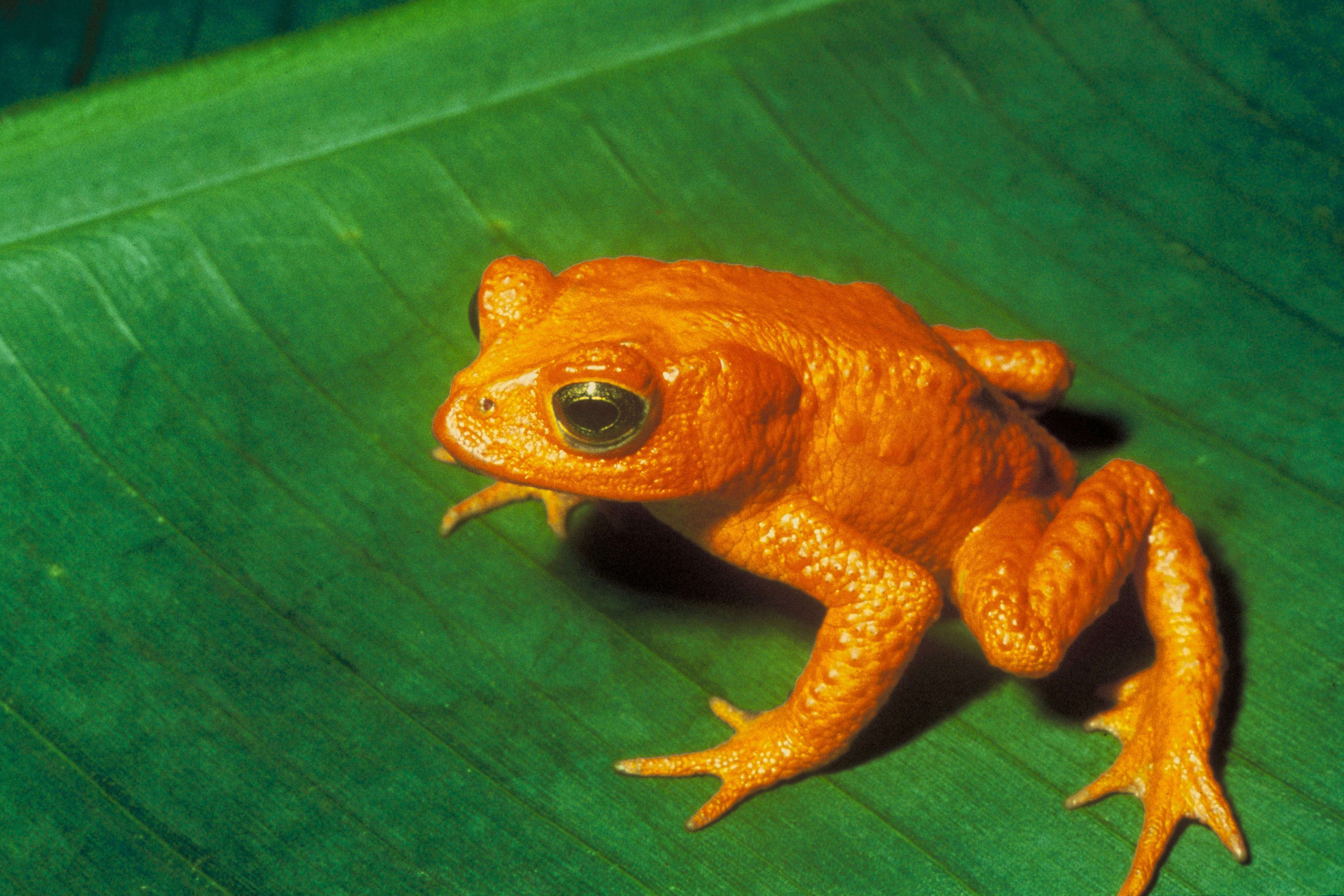
Le crapaud doré, déclaré éteint en 2001.

L'expression « extinction fonctionnelle » désigne soit la cessation de la reproduction des individus d'une espèce, soit le fait qu'une espèce ne joue plus le rôle qui était le sien dans l'écosystème. Dans un contexte médiatique un certain flou entoure la notion d'extinction fonctionnelle, employée dans des sens parfois divers.
L'extinction fonctionnelle se distingue de l'extinction tout court, dont le critère le plus généralement admis est la mort du dernier spécimen.

## L'espèce cesse de se reproduire

Symboles de la liste rouge de l'UICN.

Cette définition est celle de biologistes comme Kevin de Queiroz (en), et celle adoptée par le Committee on Recently Extinct Organisms (CREO). Selon ce Comité, « l'extinction fonctionnelle est une extinction inévitable, elle se réfère à une population réduite qui n'est plus en mesure de se reproduire ». Cette situation se produit par exemple quand il ne reste que des spécimens du même sexe. Pour K. de Queiroz, une espèce se définissant comme un processus de transmission d’information génétique (et non comme la somme de ses membres), l'extinction fonctionnelle est en fait une extinction déjà réalisée, et non pas seulement une extinction inévitable.

## L'espèce ne joue plus son rôle dans l'écosystème
Cette définition est celle des écologues. En ce sens, l'extinction fonctionnelle peut intervenir très tôt au début du déclin d'une population. En effet, une espèce est considérée en danger à partir du moment où elle perd 30 % de ses effectifs mais selon les études écologiques, l'extinction fonctionnelle commence avant même la perte d'un tiers de la population de l'espèce, en raison des effets en cascade, ou « cascades alimentaires », dans l'écosystème. 
T. Säterberg et ses collègues observent dans un article de la revue Nature en 2013 que la mort de moins d'un tiers des membres d'une espèce suffit à entraîner des phénomènes de coextinction : ainsi, avant la disparition d'une espèce, le taux de mortalité de ses membres ayant augmenté, certains de ses prédateurs ou de ses symbiotes s'éteignent complètement. Cette étude montre aussi que l'extinction fonctionnelle d'une espèce  provoque éventuellement l'extinction complète d'espèces qui ne lui sont pas directement liées dans le réseau trophique. Plus la masse corporelle d'un animal est importante (plus il est gros), plus son extinction fonctionnelle déclenche de déséquilibres dans l'écosystème et de coextinctions. 
Une connaissance plus précise des extinctions fonctionnelles peut guider les efforts entrepris en matière de conservation des espèces.

## Exemples d'espèces fonctionnellement éteintes à l'époque moderne

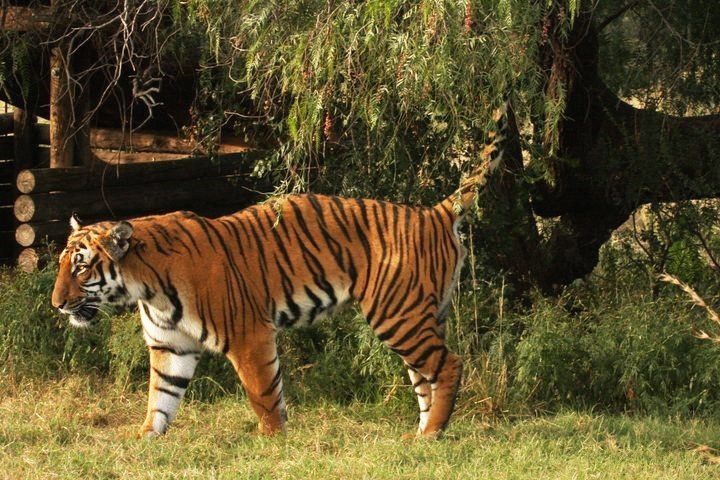
Tigre de Chine méridionale.

Ces exemples font référence au premier sens (biologique) de l'extinction fonctionnelle :
- dauphin de Chine ou baiji[7],[8],[9],[10],[11] ;
- rhinocéros blanc du Nord[12],[13] ;
- pic à bec ivoire[14],[15],[16] ;
- musaraigne de l'île Christmas (Crocidura trichura)[17],[18] ;
- tortue à carapace molle du Fleuve Bleu ou tortue géante à carapace molle du Fleuve Rouge[19],[20],[21] ;
- tigre de Chine méridionale[22],[23],[24].

Le 10 mai 2019, l'Australian Koala Foundation a publié un communiqué de presse selon lequel « L'Australian Koala Foundation (AKF) pense que les Koalas pourraient être fonctionnellement éteints dans tout le paysage australien. », communiqué de presse relayé par plusieurs agences de presse. Malgré cela, les koalas ne sont actuellement pas considérés comme fonctionnellement éteints ; alors que leur population a diminué, la Liste rouge de l'UICN les répertorie uniquement comme « vulnérables ».  Les populations ont diminué de 80 % dans certaines zones mais seraient encore viables dans un grand nombre d'autres régions selon Stuart Blanch, de WWF Australie. Le communiqué de presse de l'AKF a été publié à la veille des élections de 2019 en Australie, où des sujets tels que le changement climatique étaient des problèmes majeurs.
En 2011, une enquête de 3 ans sur la population faunique de l'écosystème de la Bénoué du nord du Cameroun (les parcs nationaux de Bénoué, Bouba-Ndjidda et Faro et 28 zones de chasse entourant les parcs) a conclu que la population de guépards du nord du Cameroun (Acinonyx jubatus) et les chiens sauvages africains (Lycaon pictus) étaient maintenant fonctionnellement éteints,.
Parmi les définitions de l'extinction fonctionnelle dans des médias de grande diffusion, on trouve l'idée de consanguinité excessive : une espèce fonctionnellement éteinte serait « une population qui, même si elle se reproduit toujours, souffre d'une consanguinité qui peut menacer sa viabilité future », selon une spécialiste des koalas de l’université du Queensland s'exprimant dans The Conversation.